# Buritizal
Buritizal é um município brasileiro do estado de São Paulo. Sua população estimada em 2024 era de 4.447 habitantes.

## Topônimo
Seu nome é uma alusão às várias palmeiras buriti (Mauritia flexuosa) existentes nas veredas do município.

## História
O município de Buritizal foi fundado em 1 de maio de 1873 (152 anos), por Manuel Dias Cardoso, Manuel Martins Ferreira Costa, José Ignácio dos Santos e João Damásio Ramos.
Mudou sua denominação de Buritis para Buritizal pelo Decreto da Lei nº 4354 de 30 de novembro de 1944 posto em execução no dia 1º de janeiro de 1945.

## Geografia
Localiza-se a uma latitude 20º11'28" sul e a uma longitude 47º42'30" oeste, estando a uma altitude de 855 metros. Possui uma área de 266,4 km².

### Hidrografia
- Ribeirão da Bandeira
- Ribeirão Ponte Nova
- Ribeirão do Pari
- Córrego Buritis

### Rodovias
- SP-330

## Demografia

### População
| Crescimento populacional                             | Crescimento populacional | Crescimento populacional | Crescimento populacional |
| Ano                                                  | População Total          |                          | %±                       |
| ---------------------------------------------------- | ------------------------ | ------------------------ | ------------------------ |
| 1960                                                 | 3 993                    |                          | —                        |
| 1970                                                 | 5 569                    |                          | 39,5%                    |
| 1980                                                 | 3 868                    |                          | −30,5%                   |
| 1991                                                 | 3 797                    |                          | −1,8%                    |
| 2000                                                 | 3 674                    |                          | −3,2%                    |
| 2010                                                 | 4 053                    |                          | 10,3%                    |
| 2022                                                 | 4 356                    |                          | 7,5%                     |
| Est. 2024                                            | 4 447                    | [ 6 ]                    | 2,1%                     |
| Fontes: Censos Demográficos IBGE e Estimativas SEADE |                          |                          |                          |

### Dados demográficos
Dados do Censo - 2000
População total: 3.674
- Urbana: 2.903
- Rural: 771
- Homens: 1.870
- Mulheres: 1.804

Densidade demográfica (hab./km²): 13,80
Mortalidade infantil até 1 ano (por mil): 15,41
Expectativa de vida (anos): 71,46
Taxa de fecundidade (filhos por mulher): 2,15
Taxa de alfabetização: 91,07%
Índice de Desenvolvimento Humano (IDH-M): 0,777
- IDH-M Renda: 0,696
- IDH-M Longevidade: 0,774
- IDH-M Educação: 0,862

(Fonte: IPEADATA)

## Política e administração
- Prefeito: Daniel Sarreta (2021/2024)
- Vice-prefeito: Aparecido Azevedo Sobrinho
- Presidente da câmara: Rafael de Souza Caliman (2017)

## Economia
No município encontra-se instalada uma grande destilaria, a Usina Buritis, e a UTE Bio Buriti, usina térmica movida a biomassa de cana-de-açúcar, que empregam boa parte da população da cidade e propiciam ao governo municipal uma quantia considerável em ICMS. A termelétrica terá 50 MW de potência instalada, sendo 21,02 MW médios exportáveis.

## Infraestrutura
O município de Buritizal possui uma qualidade de vida muito elevada devido ao clima, aos serviços de saneamento básico, saúde e Educação. A cidade teve um dos melhores planejamentos urbanos do Brasil.

### Comunicações
O sistema de telefones automáticos foi inaugurado na cidade pela Companhia de Telecomunicações do Brasil Central (CTBC), que também implantou o sistema de discagem direta à distância (DDD) em 1985 com o código de área (016).

## Religião
O Cristianismo se faz presente na cidade da seguinte forma:

### Igreja Católica
| Diocese           | Paróquia                    |
| ----------------- | --------------------------- |
| Diocese de Franca | Nossa Senhora do Patrocínio |

A Paróquia de Nossa Senhora do Patrocínio foi criada no ano de 2011.

### Igrejas Evangélicas
Entre as igrejas protestantes históricas, pentecostais e neopentecostais, encontram-se na cidade:
- Assembleia de Deus Ministério do Belém.[17][18]
- Congregação Cristã no Brasil.[19]